# CPAC (電視台)
CPAC（英語：Cable Public Affairs Channel，簡寫沿用CPAC），可譯為有線電視公共事務台，是加拿大唯一一間使用英法雙語的非牟利私營電視台，由該國的多間有線電視台合辦，1992年創立，專門直播政治新聞，并製作政經節目。
CPAC的成立可以追遡到1960年代未期至1970代初期，加拿大有國會議員提出設立 ｢電子版議事錄｣（electronic Hansard），將國會議事一字不漏的記錄下來。此台的前身是由加拿大廣播公司（CBC）在1979至1991年間有獨家廣播權的國會議事直播節目，CBC亦本來應該是創台成員之一，但是在創台的一年前因為政府撥款不足而停止直播並退出CPAC計劃。
CPAC改過兩次名。創台前计划称为 / （加拿大議會台），1992年CBC退出之後改稱 / （有線電視議會台），1996年改用現在的名字。
CPAC的成員目前包括加東的通訊業巨頭羅渣士通訊、加西的Shaw、魁省的Videotron、安省和魁省的Cogeco、新斯科舍省起家的EastLink及薩省的Access Communications。